# قانون کلیسایی کلیسای کاتولیک
قانون کلیسایی کلیسای کاتولیک (به لاتین "قانون کلیسایی": ius canonicum) نظامی از قوانین و اصول حقوقی است که توسط مقامات سلسله مراتبی کلیسای کاتولیک ایجاد و اجرا می‌شود تا سازمان و حکومت خارجی آن را تنظیم کند و و فعالیت‌های کاتولیک‌ها را به سمت مأموریت کلیسا هدایت کند. این اولین نظام حقوقی مدرن غربی و قدیمی‌ترین نظام حقوقی به‌طور پیوسته در حال فعالیت در غرب است در حالی که سنتهای منحصر به فرد قانون کلیسایی کاتولیک شرقی بر ۲۳ کلیسای خاص کاتولیک شرقی sui iuris حاکم است.
قوانین کلیسایی مثبت که مستقیماً یا غیرمستقیم بر قانون غیرقابل تغییر الهی یا قانون طبیعی استوار هستند، در مورد قوانین جهانی اقتدار رسمی را از طریق ابلاغ توسط قانونگذار عالی - پاپ اعظم، که دارای کل قدرت تقنینی، اجرایی و قضایی است، یا توسط کالج اسقف‌ها که در ارتباط با پاپ عمل می‌کنند - می‌گیرند در حالی که قوانین خاصی اقتدار رسمی را از طریق ابلاغ از توسط قانونگذار مادون به قانونگذار اعظم، اعم از قانونگذار عادی یا تفویض شده بدست می‌آورند. ماده اصلی موضوع قانون فقط ماهیت اعتقادی یا اخلاقی ندارد، بلکه جمیع شرایط انسانی را شامل می‌شود. این قانون کلیه عناصر معمولی یک سیستم حقوقی بالغ را دارا می‌باشد: قوانین، دادگاه‌ها، وکلا، قضات، یک قانون نامه حقوقی کاملاً مفصل برای کلیسای لاتین و همچنین یک قانون نامه برای کلیساهای کاتولیک شرقی، اصول تفسیر حقوقی، و مجازات‌های اجباری. این قانون در اکثر حوزه‌های قضایی سکولار فاقد نیروی الزام‌آور مدنی است. کسانی که در حقوق قانون متبحر و ماهر و استاد حقوق کلیسایی هستند، کاننیست (یا به‌طور عامیانه، وکلای کانن) خوانده می‌شوند. قانون کلیسایی به عنوان یک علم مقدس canonistics نامیده می‌شود.
فقه قانون کلیسایی متشکل از اصول و سنتهای حقوقی پیچیده‌ای است که قانون کلیسایی در آن فعالیت می‌کند، در حالی که فلسفه، الهیات و نظریه بنیادی قانون کلیسایی کاتولیک حوزه‌هایی علمی، فلسفی، کلامی و حقوقی است که به ارائه مبانی نظری برای قانون کلیسایی به عنوان یک نظام حقوقی و به عنوان یک قانون واقعی می‌پردازد.